# Alba Padró
Alba Padró (Manresa, 13 de noviembre de 1976) es logopeda, consultora IBCLC en lactancia materna, autora, docente universitaria, divulgadora y cofundadora de la startup del sector femtech sobre lactancia LactApp. Ha sido elegida por la red europea Euclid Network como una de las seis emprendedoras españolas que lidera el cambio social en Europa. Es la quinta mejor emprendedora de Cataluña de 2022 según el ranking de la escuela de negocios EAE.
Padró está considerada como una de las divulgadoras referentes en el campo de la lactancia materna en España. Impulsó la creación del primer posgrado universitario sobre lactancia materna de España, en la Universidad Ramon Llull, para formar a profesionales sanitarios de diferentes disciplinas en la atención a mujeres lactantes, del que es codirectora y docente.
Ha sido profesora de la primera asignatura universitaria sobre lactancia materna impartida en España dentro la carrera de Medicina, una materia que se incluyó de forma pionera en un grado universitario español durante el curso 2018-2019 en la Universidad de Barcelona (UB). Hasta entonces, la formación en lactancia materna no había estado incluida en el plan de estudios de los profesionales de la Medicina, ni tampoco en Pediatría.
Ha sido presidenta de la Asociación de Lactancia de Barcelona (Alba Lactancia Materna), fundada en 1992 y dedicada a la formación de asesoras de lactancia, organización de grupos de apoyo y divulgación científica relacionada con la lactancia. Padró dirigió atendió durante 15 años un teléfono de emergencias disponible las 24 horas desde el que contestó más de 35.000 consultas.
Como investigadora, ha publicado diversos estudios relacionados con la lactancia materna, como Sobre las reflexiones de la lactancia materna desde el feminismo, Public Breastfeeding as a Scandalous Practice, On the reflections of breastfeeding from the the feminist perspective, Description of mHealth tool for breastfeeding support: LactApp. Analysis of how lactating mothers seek support at critical breastfeeding points and according to their infant's age,  Telelactation with Mobile App: User Profile and Most Common Queries, The COVID-19 vaccine in women_ Decisions, data and gender gap  e Impact of COVID-19 Pandemic en Breastfeeding Consultations on LactApp, en m-Health Solution for Breastfeeding Support .
Ha escrito los libros Somos la leche (Grijalbo, 2017), Destete (Grijalbo, 2021), Mucha teta (Grijalbo, 2022) y el cuento infantil Somos de leche . Ha colaborado en medios de comunicación como el periódico Ara, donde durante años escribió el blog 'Som la llet' ('Somos la leche'), que recibió el Premio Bloc como mejor blog personal.
En 2016 cofundó junto a la emprendedora Maria Berruezo LactApp, la primera aplicación de lactancia materna basada en inteligencia artificial que proporciona asesoría personalizada en lactancia.